# Міхал Квятковський
Міхал Квятковський (нар. 2 червня 1990, Голюб-Добжинь) — польський професійний велогонщик, c 2016 року виступає за команду Team Sky.

## Кар'єра
Перші успіхи до Міхала прийшли в зовсім юному віці — в 2007 році він виграв юнацький чемпіонат Європи в груповій гонці, а в гонці на час став другим. Рік по тому в змаганнях на юнацькому рівні він не знав рівних, вигравши і чемпіонат Європи, і світову першість. У 2009 році Квятковський виграв свій перший етап на багатоденній гонці, яка проходила по дорогах Словаччини.

### 2010—2011
У 2010 році молодий поляк виступав за іспанську професійну команду Caja Rural, в складі якої особливих успіхів не досяг. Його найвищим досягненням стало четверте місце в загальному заліку домашньої багатоденки Szlakiem Grodow Piastowskich. Незважаючи на скромні результати, наступний сезон поляк провів в команді вищого дивізіону Team RadioShack. В її складі Міхал заявив про себе, як про непоганого класичного гонщика, зайнявши треті місця в загальних заліках непростих брущатих багатоденок Три дні Де-Панні і Тур Східної Фландрії.

### 2012
Сезон 2012 Квятковський почав у складі команди Omega Pharma-Quick Step. Він виграв на першому етапі Туру Східної Фландрії, але потім через падіння змушений був покинути гонку. У травні поляк вперше в кар'єрі стартував на Джиро і зміг її закінчити на 136-му місці. Влітку він був близький до перемоги на домашньому Турі Польщі. Він кілька днів лідирував в загальному заліку, але у результаті залишився другим, поступившись першістю італійцеві Морено Мозеру. У серпні Міхал взяв участь в олімпійській груповій гонці і завершив її на 60-й позиції.

### 2013
У 2013 році Міхал продовжив прогресувати і деякий час навіть був лідером престижної гонки Тіррено-Адріатико, але в підсумку опустився на четверте місце. Таке ж місце він посів на одноденної Амстел Голд Рейс, а на Флеш Валонь поляк фінішував п'ятим. У червні він став віце-чемпіоном Польщі в гонці на час і чемпіоном своєї країни в груповій гонці. На Тур де Франс поляк довгий час боровся з Наїром Кінтаною за білу майку кращого молодого гонщика, але на останньому тижні він відступив на третю позицію в цьому заліку, а на останньому гірському етапі випав з десятки найсильніших загального заліку, ставши 11-м.
У вересні 2013 року в складі своєї команди Квятковський став чемпіоном світу в командній гонці на час.

### 2014
У 2014 році Міхал Квятковський виграв італійську класику Страде Бьянке. Він відповів на атаку Петера Сагана, який атакував за 20 кілометрів до фінішу. Дует плідно співпрацював, поки Квятковський не атакував в останній підйом. Міхал Квятковський став третім на Льєж — Бастонь — Льєж і Флеш Валонь. П'яте місце на Амстел Голд Рейс.
У вересні Міхал Квятковський надів майку лідера Тура Британії, вигравши четвертий етап в спринті з 6 гонщиків. У загальному заліку він посів друге місце і перше місце в очковій класифікації.
Пізніше у вересні Міхал Квятковський став першим польським велогонщиком, який виграв Чемпіонат світу з шосейних велогонок. Він сольно атакував близько 7 кілометрів до фінішу на узвозі. Незважаючи на погоню, він зміг утримати лідерство і перемогти, надівши райдужну майку.

### 2015
Будучи чемпіоном світу, він проїхав Вольта Алгарве і Париж — Ніцца, щоб підготуватися до класичних гонок, в обох гонках посів друге місце в загальному заліку. В квітні поляк здобув перемогу на Амстел Голд Рейс.
Міхал Квятковський зійшов з Тур де Франс на 17 етапі.
27 вересня 2015 року Team Sky оголосила про підписання контракту з поляком на 2016 рік.

### 2016
25 березня Квятковський виграв E3 Харелбеке, виїхавши разом з Петером Саганом за 30 кілометрів до фінішу.

### 2017
4 березня 2017 року Міхал Квятковський виграв Strade Bianche, виїхавши у відрив за 15 кілометрів до фінішу в компанії ще 3 гонщиків.
18 березня 2017 року Міхал здобув перемогу на італійській одноденці Milan-San-Remo, випередивши Peter Sagan і Julian Alaphilippe.